# Krásná Hora

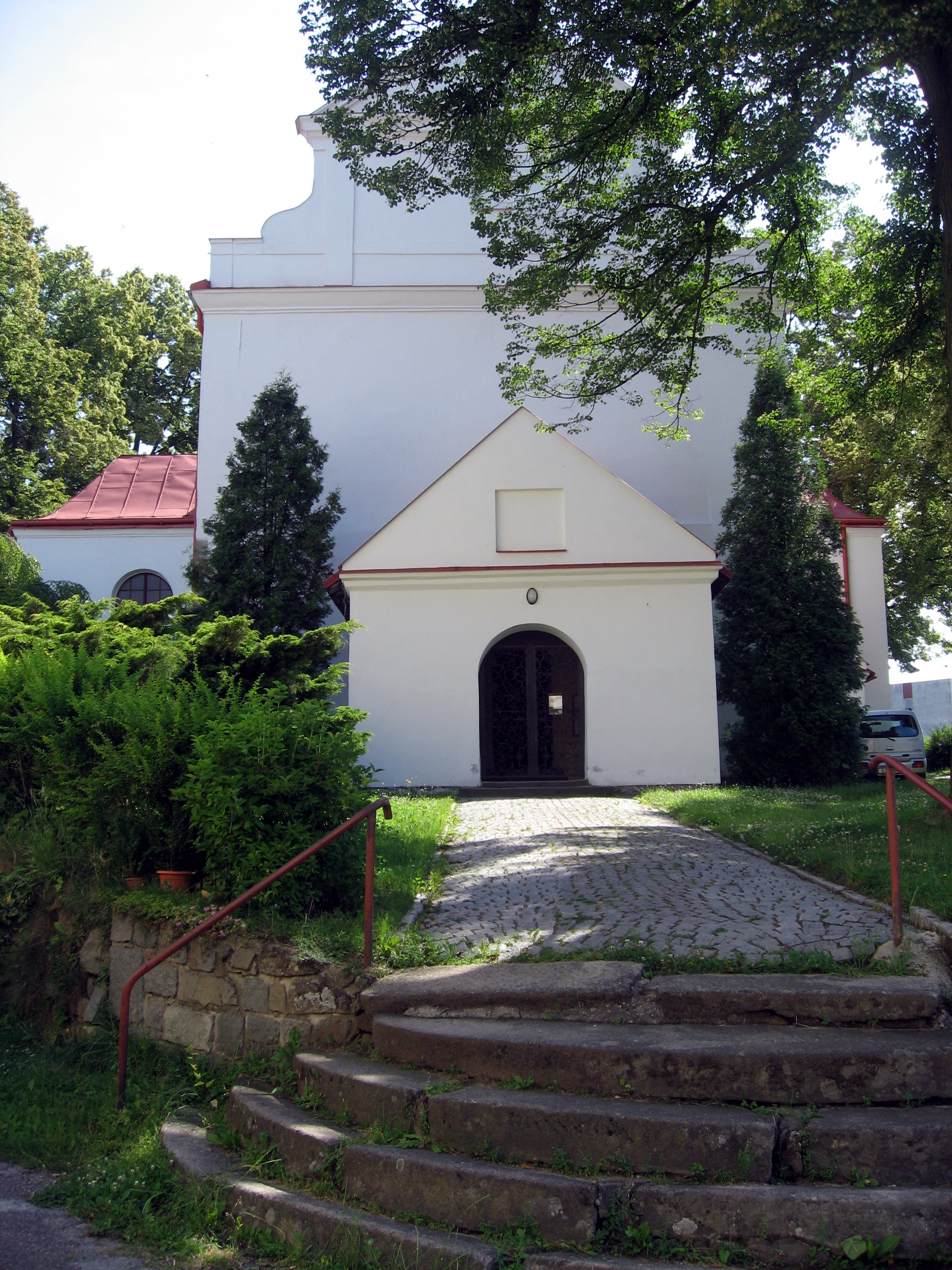
Kirche der Geburt Johannes des Täufers

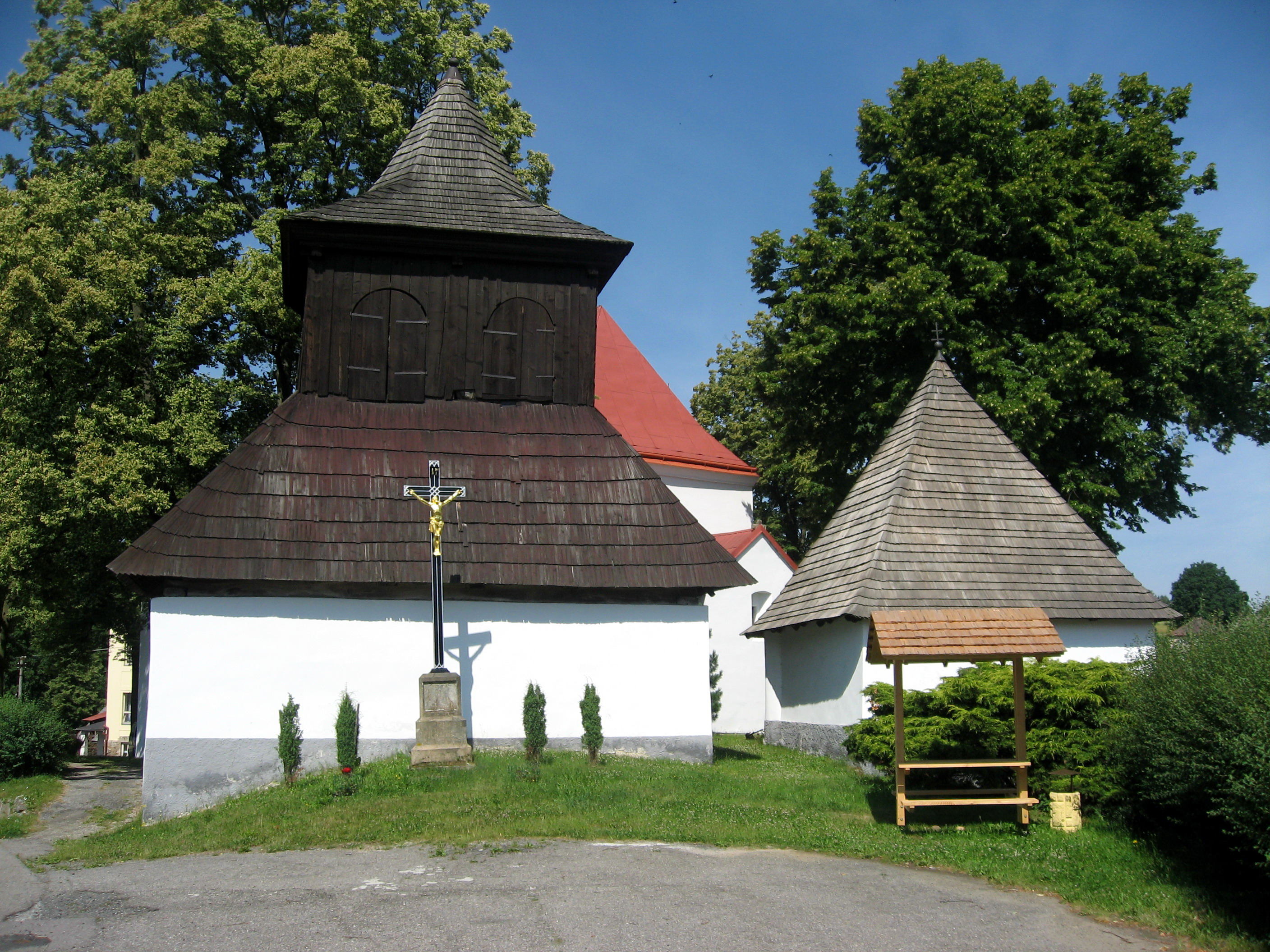
Glockenturm und Karner der Kirche

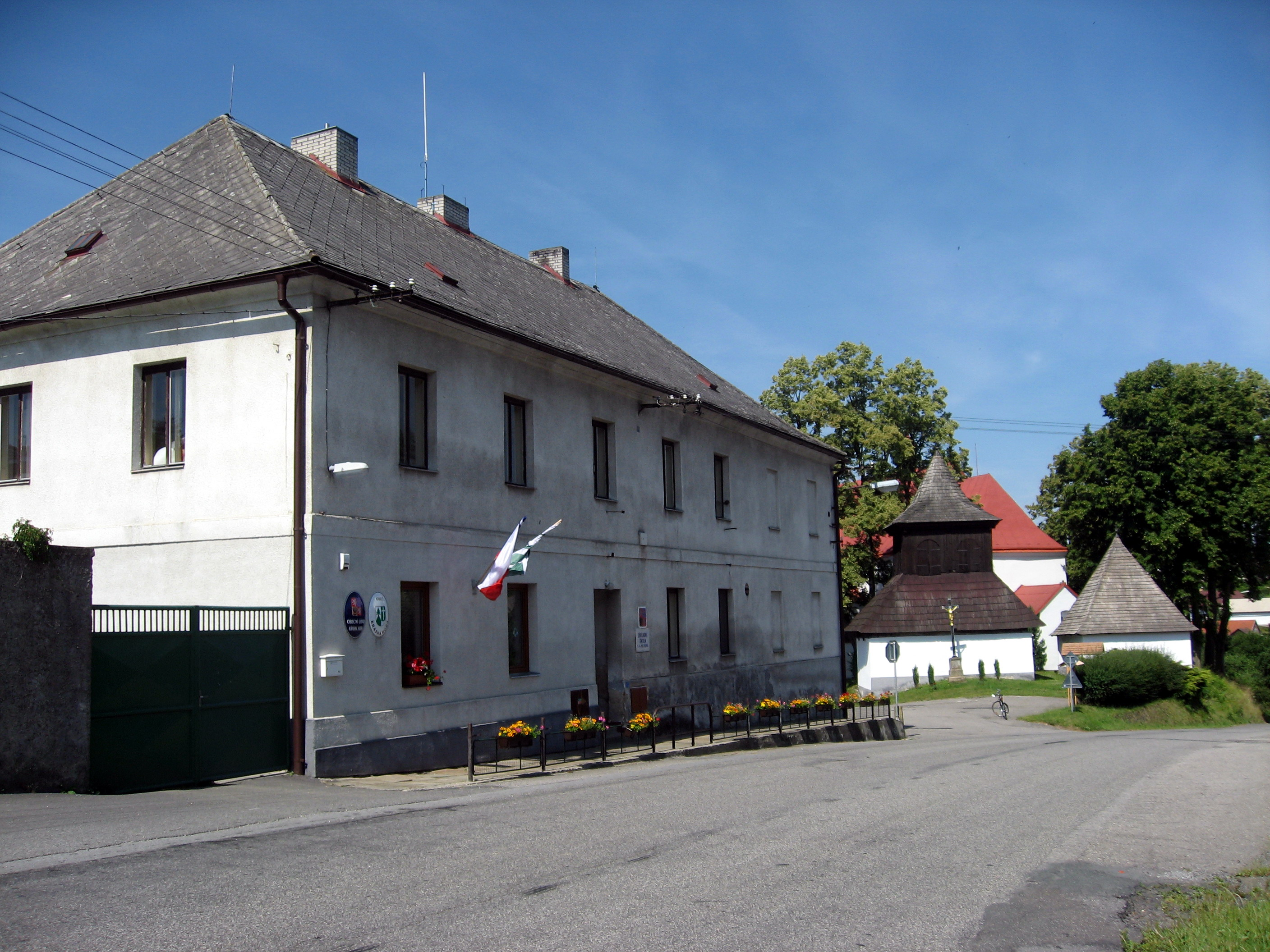
Gemeindeamt

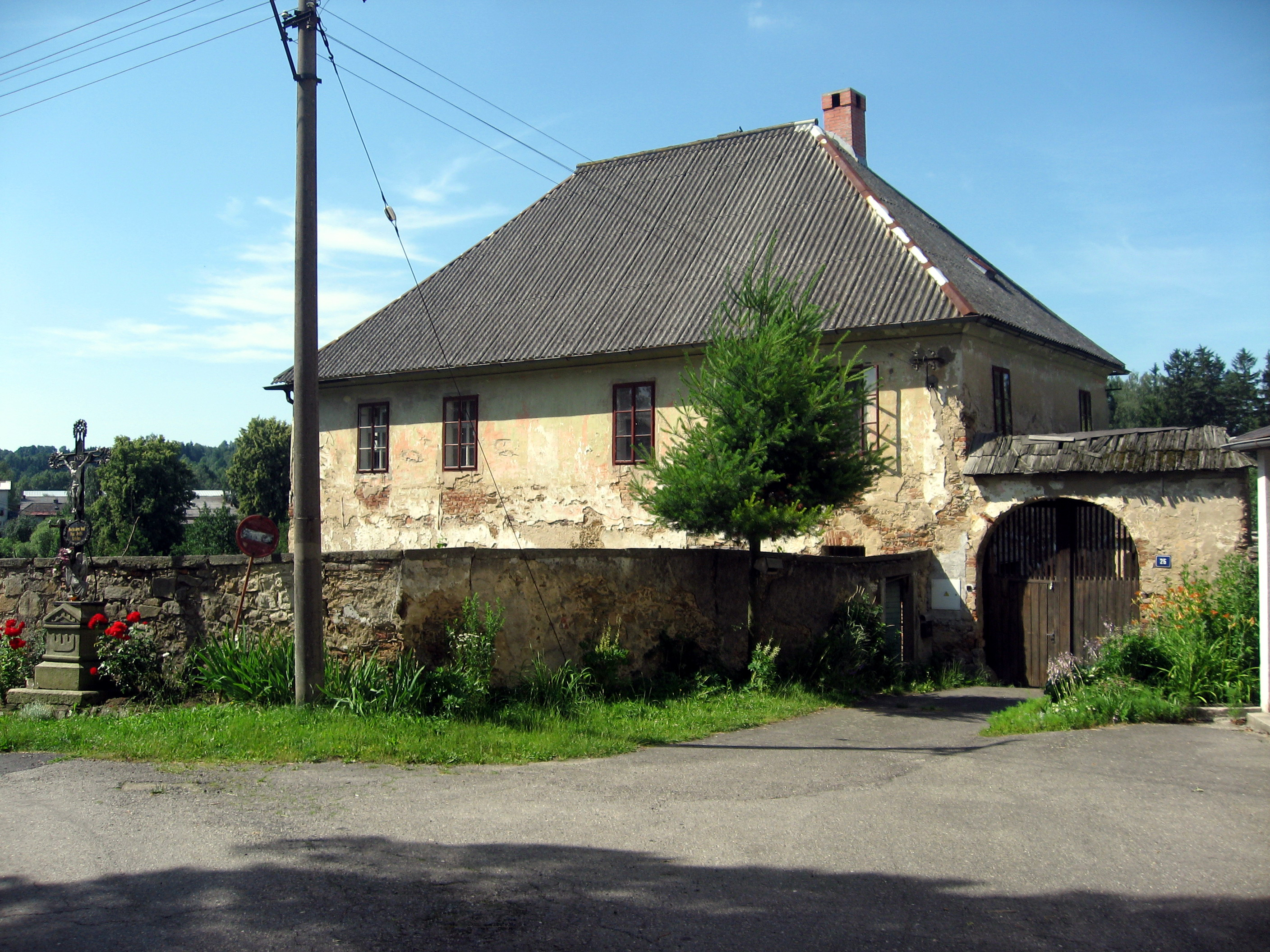
Pfarrhof

Krásná Hora (deutsch Krasnahora, 1939–45 Schönberg) ist eine Gemeinde in Tschechien. Sie liegt acht Kilometer westlich des Stadtzentrums von Havlíčkův Brod und gehört zum Okres Havlíčkův Brod.

## Geographie
Krásná Hora befindet sich im Tal des Baches Perlový potok (Skaler Bach) in der Hornosázavská pahorkatina (Hügelland an der oberen Sázava). Südwestlich erhebt sich der Ve Vršku (548 m n.m.).
Nachbarorte sind Mozolov, U Kubánků und Babice im Norden, Vadín, Klanečná und U Malátů im Nordosten, Březinka im Osten, Hurtova Lhota, Na Horkách, Kvasetice und Bezděkov im Südosten, Hlavňov, Čekánov und Jedouchov im Süden, U Bártíků, Kojkovičky und Bratroňov im Südwesten, Na Pelhřimáku und Kojkovice im Westen sowie Volichov im Nordwesten.

## Geschichte
Die erste schriftliche Erwähnung eines unter dem Patronat des Bischofs Ernst von Pardubitz stehenden Pfarrers in Krásná Hora erfolgte 1350. Das Dorf wurde 1379 im Steuerregister der erzbischöflichen Herrschaft Herálec erstmals urkundlich erwähnt. Die elf Siedler bewirtschaften fünf Huben Land. Wahrscheinlich wurde die Kirche um 1422 durch die Hussiten, die bei Valečov ihr Winterlager hatten, zerstört. Nach den Hussitenkriegen erwarb Nikolaus Trčka von Lípa das Dorf und schlug es der Herrschaft Lipnice zu. Später verlegten die Herren Trčka von Lípa den Sitz der Herrschaft nach Světlá. Die Kirche wurde in der ersten Hälfte des 16. Jahrhunderts wieder aufgebaut. Nach der Ermordung von Adam Erdmann Trčka von Lípa konfiszierte Kaiser Ferdinand II. am 29. März 1634 dessen Güter und die seines Vaters Jan Rudolf Trčka von Lípa, deren Schätzwert zusammen bei 4.000.000 Gulden lag; das Konfiskationspatent wurde im Mai 1636 durch den Reichshofrat in Wien bestätigt.
Ferdinand II. ließ die Herrschaft Světlá in landtäflige Güter zerstückeln und verkaufte sie Günstlingen. Den verbliebenen Teil der Herrschaft verkaufte er 1636 seinem Kämmerer und Kriegsrat Don Aldobrandini, der sie dem Sohn des Generals Pappenheim, dem Großprior der Malteser Wolf Adam zu Pappenheim, überließ. Nach dessen Tod erfolgte eine Güterteilung. Die Pappenheimer Erben erhielten das Gut Okrouhlice zuzüglich 19 von der Herrschaft Světlá losgelösten Dörfern. Krásná Hora und einige der umliegenden Dörfer wurden bei dieser Güterteilung nicht erwähnt, da sie während des Dreißigjährigen Krieges zerstört waren und wüst lagen. Am 5. Juni 1637 verkauften die Pappenheimer Erben das Gut Okrouhlice an Philipp Adam zu Solms-Lich. 1670 erbte die Witwe Helena Elisabeth zu Solms-Lich, geborene Raschin von Riesenburg das Gut Okrouhlice; sie heiratete später Ferdinand Rudolf von Waldstein und wurde Mitbesitzerin des Gutes Herálec. Das Gut Okrouhlice übereignete sie 1674 ihrem Mann. Das Dorf Krásná Hora und die Kirche wurden zum Ende des 17. Jahrhunderts wieder aufgebaut. Im Jahre 1708 erwarb Johann Peter Straka von Nedabylic und Libčan das Gut Okrauhlitz von Michael Achatius von Kirchner. Straka ließ 1716 in Krásná Hora eine Schule einrichten. In seinem 1710 niedergelegten Testament verfügte er die Errichtung der Straka-Stiftung zur Errichtung einer adeligen Ritterakademie für junge verarmte Adelige. In diese flossen neben seinem Gütern Okrauhlitz, Liebtschan und Ober Weckelsdorf, deren Wert auf 377.000 Gulden taxiert wurde, auch ein Barvermögen von 38.542 Gulden ein. Nach dem Erlöschen des Grafengeschlechts Straka von Nedabylic wurden die drei Güter ab 1771 als Graf Straka Gestift verwaltet. Da die Straka-Akademie nicht zustande gekommen war, wurde 1782 auf Anordnung des Kaisers Joseph I. aus dem Ertrag der drei Güter ein jährliches Stipendium für studierende böhmische Jünglinge adeligen Standes in sämtlichen k. k. Erblanden ausgelobt. 1792 wurden die drei Stiftungsgüter unter die Oberverwaltung des böhmisch-ständischen Landesausschusses gestellt. 1835 wurde ein neues Schulgebäude errichtet.
Im Jahre 1840 bestand das im Caslauer Kreis gelegene Dorf Krasnahora aus 35 Häusern, in denen 256 Personen lebten. Unter dem Patronat des böhmisch-ständischen Landesausschusses standen die Pfarrkirche Johannes des Täufers, die Pfarre und die Schule. Außerdem gab es im Ort ein Wirtshaus sowie eine zweigängige Mühle mit Brettsäge und Ölstampfe. Krasnahora war Pfarrort für Babitz (Babice), Bezděkow (Bezděkov), Bratroniow (Bratroňov), Březinka, Čekanow (Čekánov), Chlistow (Chlístov), Groß-Koykowitz (Kojkovice), Klanečna (Klanečná), Klein-Koykowitz (Kojkovičky), Kwasetitz, Kwietenau, Lhotka, Michalowitz, Mozolow (Mozolov), Okrauhlitz, Wadin (Vadín), Witonjn (Vítonín) und Wolichow (Volichov). Bis zur Mitte des 19. Jahrhunderts blieb Krasnahora der Stiftungsherrschaft Okrauhlitz untertänig.
Nach der Aufhebung der Patrimonialherrschaften bildete Krásná Hora ab 1849 mit den Ortsteilen Bratroňov, Čekánov und Mozolov eine Gemeinde im Gerichtsbezirk Deutschbrod. Ab 1868 gehörte die Gemeinde zum Bezirk Deutschbrod. 1869 hatte Krásná Hora 586 Einwohner und bestand aus 71 Häusern. Im Jahre 1900 lebten in Krásná Hora 593 Menschen, 1910 waren es 577. Bratroňov und Čekánov lösten sich in den 1920er Jahren los und bildeten eigene Gemeinden. 1930 hatte Krásná Hora 538 Einwohner und bestand aus 86 Häusern. Im Jahre 1961 erfolgte die Eingemeindung von Kojkovice. 1964 wurden noch Bratroňov (mit Kojkovičky) und Čekánov eingemeindet. Vítonín und Volichov wurden am 1. Juli 1966 von Broumova Lhota nach Krásná Hora umgemeindet. Am 26. November 1971 folgte die Eingemeindung von Bezděkov (mit Hlavňov). Broumova Lhota kam am 1. Juli 1980 als Ortsteil hinzu. Beim Zensus von 2001 lebten in den 268 Häusern der Gemeinde 542 Personen, davon 60 in Bezděkov (29 Häuser), 35 in Bratroňov (12 Häuser), 86 in Broumova Lhota (45 Häuser), 24 in Čekánov (19 Häuser), 14 in Hlavňov (18 Häuser), 18 in Kojkovičky (8 Häuser), 264 in Krásná Hora (105 Häuser), 9 in Vítonín (7 Häuser) und 32 in Vadín (25 Häuser).

### Tabakspfeifenmanufaktur Antonín Ziegler (Gora)
Antonín Ziegler, der 1901 in Krásná Hora das Haus Nr. 16 erworben, begann darin ab 1902 mit der Herstellung von Pfeifenrohren und Stöcken. 1906 gründete er das Unternehmen Antonín Ziegler, výroba a vývoz kuřáckého náčiní, den Schwerpunkt in der Fertigung von Tabakpfeifen, Raucherutensilien und Stöcken lag. Nach dem Ersten Weltkrieg exportierte Ziegler weltweit. Seine hochwertigen Pfeifen aus Bruyèreholz verkaufte er unter dem Markennamen Monte Bello und Gora. Die ersten Exemplare seiner neuen Kurzpfeife Briárka ließ er 1910 bei Alfred Dunhill in London verkaufen. 1914 begann er mit der Herstellung englischer Kokospfeifen, die er hauptsächlich nach Amerika, Dänemark und die nordischen Länder verkaufte. Zu seinen Kunden gehörte u. a. der französische Premierminister Édouard Herriot, von den er ein Dankschreiben für eine Gora erhielt. Guten Absatz fanden auch seine Zigarren- und Zigarettenspitzen aus Kokos, Kirschbaumholz und farbigem Kunstharz sowie Mundstücke, die er sich unter den Marken Gora und Vesuv patentieren ließ. Zum Schutz vor einer Verstaatlichung oder Liquidation verpachte Ziegler am 1. Juli 1950 das inzwischen in Gora, výroba kuřáckých potřeb v Krásné Hoře umbenannte Unternehmen an den Staatsbetrieb Zadrev in Olmütz. Nach dem Tod von Antonín Ziegler im Jahre 1956 wurden seine Kinder Miloš und Drahomíra Ziegler 1957 als Spekulanten angeklagt und in einem Schauprozess zu fünf Jahren bzw. 18 Monaten Haft verurteilt. Ihr Besitz wurde verstaatlicht. Die Pfeifenfabrik wurde 1958 geschlossen.

## Gemeindegliederung
Die Gemeinde Krásná Hora besteht aus den Ortsteilen Bezděkov (Bezdiekow), Bratroňov (Bratroniow), Broumova Lhota (Lhota Brounowa), Čekánov (Czekanow), Hlavňov (Hlawnow), Kojkovičky (Klein Koykowitz), Krásná Hora (Krasnahora), Vítonín (Witonyn) und Volichov (Wolichow). Grundsiedlungseinheiten sind Bezděkov, Bratroňov, Broumova Lhota, Čekánov, Hlavňov, Kojkovice (Groß Koykowitz), Kojkovičky, Krásná Hora, Mozolov (Mozolow), Vítonín und Volichov. Zu Krásná Hora gehören zudem die Ansiedlungen Křemen (Krzemel), Rybárna, Špikovna, Svitálka (Kriwolatsch), U Bártíků, U Kubánků, U Šmerdů und Vackovna.
Das Gemeindegebiet gliedert sich in die Katastralbezirke Bezděkov u Krásné Hory, Bratroňov, Broumova Lhota, Čekánov, Kojkovice, Kojkovičky, Krásná Hora, Mozolov u Krásné Hory und Volichov.

## Sehenswürdigkeiten
- Kirche der Geburt Johannes des Täufers, sie wurde 1692 nach Plänen des Lipnitzer Maurers Rathous errichtet. Im Kern sind noch Reste des während der Hussitenkriege zerstörten spätgotischen Vorgängerbaus erhalten. Zum Ensemble der wehrhaft ummauerten und als Kulturdenkmal geschützten Anlage gehören ein Glockenturm und ein Karner.[8] In der Krypta befanden sich acht zerfallene Särge mit den Gebeinen der Okrouhlicer Grundherrin Helena Elisabeth von Waldstein, verwitwete zu Solms-Lich, geborene Raschin von Riesenburg, des Verwalters der Güter Květinov und Věž, Jan Václav Schrank sowie des Regenten der Herrschaft Okrouhlice, Pavel Buk von Bukovina. Bei zwei weiteren Särgen könnte es sich um den Pfarrer Karel Josef Sasman und seinen Nachfolger Jakub Vlach handeln; drei der sterblichen Überreste konnten nicht identifiziert werden. Die aus dem Jahre 1715 stammende einfache Orgel wurde 1918 durch ein vom Prager Orgelbauer Josef Hubička geschaffenes Instrument ersetzt. An der Kirche befindet sich eine Gedenktafel für den Selauer Abt Vít Bohumil Tajovský (1912–1999), der hier getauft wurde.
  - Der zweigeschossige barocke Glockenturm mit rechteckigem Grundriss stammt aus dem 18. Jahrhundert. Das gemauerte Erdgeschoss trägt die mit einem Schindelwalmdach gedeckte Strebkonstruktion des hölzernen Glockenstuhls. Von den ursprünglich fünf Glocken sind die drei großen Glocken – Svatojan, Poledník und Prostředník – erhalten; sie stammen aus den Jahren 1545, 1556 und 1571. Die Totenglocke und die Barborka wurden 1916 als Kriegsmetall requiriert.
  - Der ebenerdige barocke Karner ist mit einem Pyramidenschindelbach gedeckt. An der Westfassade befunden sich der Eingang und zwei kleine Fenster.
- Pfarrhof, der frühklassizistische Bau entstand 1792 anstelle eines hölzernen Vorgängerbaus. Er ist als Kulturdenkmal geschützt.[9]

## Söhne und Töchter der Gemeinde
- Antonín Ziegler (1877–1956), Unternehmer